# Evander Sno
Evander Sno (Dordrecht, 9 april 1987) is een voormalig Nederlands profvoetballer van Surinaamse afkomst die bij voorkeur als middenvelder speelde. In 2018 stopte Sno met voetballen. Hij kwam vier keer uit voor het Nederlands olympisch voetbalelftal, waarvan hij deel uitmaakte tijdens de Olympische Zomerspelen 2008 in Peking.

## Carrière

### Jeugd
Sno, vernoemd naar bokser Evander Holyfield, begon op zijn elfde te voetballen bij DWS en werd later ontdekt door Ajax. Als A-junior maakte Sno de overstap van Ajax naar Feyenoord. Hij speelde geen enkele wedstrijd.

### NAC Breda
Sno werd begin 2006 verhuurd aan NAC Breda, zodat hij daar ervaring kon opdoen. Naast de huur had NAC ook een optie tot koop bedongen op de jonge speler. Bij de Brabanders groeide hij uit tot vaste waarde.

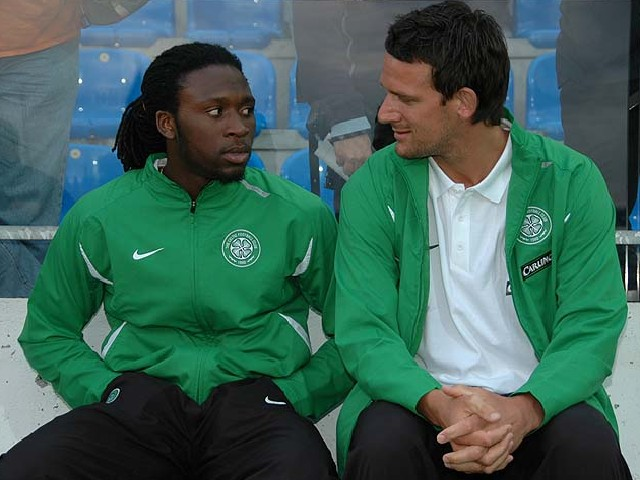
Sno met Jan Vennegoor of Hesselink bij Celtic

### Celtic FC
Sno kon een contract tekenen bij NAC, maar toen ook Celtic zich meldde koos hij voor een avontuur in Schotland. Daarna speelde Sno twee seizoenen voor Celtic. In twee seizoenen speelde hij daar dertig wedstrijden en wist één keer te scoren.

### AFC Ajax
Op 21 augustus 2008 werd Sno gecontracteerd door Ajax. Hij kreeg een contract tot juli 2011. Bij zijn debuut tegen Willem II op 30 augustus (2-1 verlies) kreeg hij een rode kaart. Later belandde hij op de bank, om pas weer in te vallen nadat coach Marco van Basten selectieproblemen had door een overtal geblesseerde aanvallers. Sno werd destijds als spits gebruikt.

### Verhuur aan Bristol City FC
In het seizoen 2009/2010 werd Sno door Ajax verhuurd aan het Engelse Bristol City FC. Sno was bij Bristol City een vaste waarde. Hij speelde vierentwintig wedstrijden, waarin hij in totaal drie keer scoorde. Daarna keerde hij weer terug naar Ajax, waar hij in Jong Ajax belandde.
Op 13 september 2010 werd Sno tijdens de wedstrijd tussen Jong Vitesse/AGOVV en Jong Ajax, op het sportcomplex van VV De Bataven in Gendt, getroffen door een hartstilstand. Hij werd een kwartier lang gereanimeerd door de medische staf van zijn club en kwam vervolgens weer bij kennis. De voetbalwedstrijd werd gestaakt. Daarna werd Sno naar een ziekenhuis in Arnhem overgebracht.

### RKC Waalwijk
Nadat een transfer naar Genoa was afgeketst, tekende Sno in augustus 2011 een contract bij RKC Waalwijk. Hij kwam transfervrij over van Ajax en werd in Waalwijk herenigd met oud-ploeggenoot Geoffrey Castillion, die op huurbasis uitkomt voor de promovendus.

### N.E.C.
Na een goed seizoen bij RKC Waalwijk stond Sno in de belangstelling van diverse Nederlandse Eredivisieclubs. Het meest concreet was de interesse van N.E.C. en Roda JC. Op 6 juni 2012 werd bekendgemaakt dat Sno een tweejarig contract had getekend bij de Nijmeegse ploeg N.E.C. Op 29 september tijdens de uitwedstrijd bij Feyenoord werd Sno na een half uur gewisseld vanwege hartritmestoornissen. In december onderging hij daarvoor een operatie. Uitlatingen van Sno in De Telegraaf over het gebrek aan interesse voor zijn toestand van coach Alex Pastoor zorgden voor frictie tussen speler en club. Eind februari ketste een verhuur naar het Hongaarse Ferencvárosi TC af. Op 3 april 2013 werd bekend dat N.E.C. en Sno per direct afscheid van elkaar namen.
In 2012 kreeg Sno opnieuw last van zijn hart, ditmaal tijdens een wedstrijd tussen zijn ploeg N.E.C. en Feyenoord. Sno verklaarde later dat dit om een hartritmestoornis ging. Hij onderging hiervoor dan ook een ingreep.

### RKC Waalwijk
Sno ging meetrainen bij RKC Waalwijk, waar hij op 28 oktober 2013 tot het einde van het seizoen 2013/14 tekende. Op 2 februari van dat seizoen scoorde hij twee keer in het thuisduel tegen PSV. Met RKC degradeerde hij via de nacompetitie in 2014 uit de Eredivisie.

### KVC Westerlo
Op 4 juni 2014 werd bekend dat Sno in het seizoen 2014/15 voor de Belgische promovendus KVC Westerlo ging spelen. De club had daarbij een optie op nog een seizoen. Westerlo en Sno kwamen niettemin in december van hetzelfde jaar nog overeen om zijn contract per direct te ontbinden. Hij had op dat moment twee wedstrijden voor de club gespeeld. Eind januari 2015 leek Sno aan te gaan sluiten bij ADO Den Haag. Omdat hij echter niet direct inzetbaar was, ging dit niet door.

### RKC Waalwijk
Sno speelde van december 2014 tot en met december 2016 niet in het betaald voetbal. Hij tekende op 12 december 2016 een contract van 1 januari 2017 tot en met 30 juni 2018 bij RKC Waalwijk.
Op 7 juli 2017 maakte Sno bekend te vertrekken bij RKC en te stoppen met profvoetbal wegens familieomstandigheden.

### DHSC
In juli 2017 werd bekend dat Sno ging verkassen naar het Utrechtse D.H.S.C. uit Ondiep, waar hij ging gaan spelen met vriend en oud-teamgenoot bij RKC Waalwijk, Rodney Sneijder.

### Einde loopbaan
In 2018 stopte Sno met voetballen.

### Assistent trainer
In seizoen 2019-2020 zou hij assistent-trainer worden bij FC Lienden. Bij deze club is hij uiteindelijk niet aan de slag gegaan.

## Privé
In 2013 werd Sno veroordeeld voor 'poging tot doodslag' en 'extreem geweld' jegens familieleden. Hij kreeg uiteindelijk een taakstraf.

## Clubstatistieken
| Seizoen | Club              | Competitie     | Duels | Goals |
| ------- | ----------------- | -------------- | ----- | ----- |
| 2005/06 | Feyenoord         | Eredivisie     | 0     | 0     |
| 2005/06 | → NAC Breda       | Eredivisie     | 14    | 0     |
| 2006/07 | Celtic FC         | Premier League | 18    | 1     |
| 2007/08 | Celtic FC         | Premier League | 12    | 0     |
| 2008/09 | Ajax              | Eredivisie     | 11    | 1     |
| 2009/10 | → Bristol City FC | Championship   | 24    | 3     |
| 2010/11 | Ajax              | Eredivisie     | 0     | 0     |
| 2011/12 | RKC Waalwijk      | Eredivisie     | 25    | 4     |
| 2012/13 | N.E.C.            | Eredivisie     | 7     | 2     |
| 2013/14 | RKC Waalwijk      | Eredivisie     | 23    | 4     |
| 2014/15 | KVC Westerlo      | Eerste klasse  | 2     | 0     |
| 2017    | RKC Waalwijk      | Eerste divisie | 18    | 1     |
| Totaal  | Totaal            | Totaal         | 154   | 13    |

## Interlandloopbaan
In november 2006 werd Sno door bondscoach Marco van Basten opgenomen in de selectie van het Nederlands elftal voor de oefeninterland tegen Engeland. Hij kwam deze wedstrijd niet binnen de lijnen. Wel kwam hij al meerdere malen in actie voor Jong Oranje en het Nederlands olympisch voetbalelftal, zo was hij onder andere aanwezig bij het voetbaltoernooi van de Olympische Zomerspelen in 2008.

### Olympisch voetbalelftal
| Interlands van Evander Sno met het Nederlands olympisch elftal | Interlands van Evander Sno met het Nederlands olympisch elftal | Interlands van Evander Sno met het Nederlands olympisch elftal | Interlands van Evander Sno met het Nederlands olympisch elftal | Interlands van Evander Sno met het Nederlands olympisch elftal | Interlands van Evander Sno met het Nederlands olympisch elftal |
| №                                                              | Datum                                                          | Wedstrijd                                                      | Uitslag                                                        | Competitie                                                     | Goals                                                          |
| Als speler van Celtic FC                                       | Als speler van Celtic FC                                       | Als speler van Celtic FC                                       | Als speler van Celtic FC                                       | Als speler van Celtic FC                                       | Als speler van Celtic FC                                       |
| -------------------------------------------------------------- | -------------------------------------------------------------- | -------------------------------------------------------------- | -------------------------------------------------------------- | -------------------------------------------------------------- | -------------------------------------------------------------- |
| 1                                                              | 30 juli 2008                                                   | Nederland – Kameroen                                           | 2 – 0                                                          | ING Cup (vriendschappelijk)                                    | 0                                                              |
| 2                                                              | 2 augustus 2008                                                | Nederland – Ivoorkust                                          | 1 – 1                                                          | ING Cup (vriendschappelijk)                                    | 0                                                              |
| 3                                                              | 7 augustus 2008                                                | Nederland – Nigeria                                            | 0 – 0                                                          | Olympische Spelen 2008                                         | 0                                                              |
| 4                                                              | 16 augustus 2008                                               | Argentinië – Nederland                                         | 2 – 1                                                          | Olympische Spelen 2008                                         | 0                                                              |

## Erelijst
Als speler
| Competitie                    |        |                  |        |        |
| Competitie                    | Aantal | Jaren            |        |        |
| Celtic                        | Celtic | Celtic           | Celtic | Celtic |
| ----------------------------- | ------ | ---------------- | ------ | ------ |
| Schots landskampioenschap     | 2x     | 2006/07, 2007/08 |        |        |
| Scottish Cup                  | 1x     | 2006/07          |        |        |
| Ajax                          |        |                  |        |        |
| Nederlands landskampioenschap | 1x     | 2010/11          |        |        |

Individueel
- VI speler van het jaar: 2011/2012